# Montreux Jazzfestival
Montreaux Jazzfestival er en musikfestival der afholdes i den schweiziske by Montreux. Festivalen blev etableret af Claude Nobs. Claude Nobs er i Deep Purple sangen "Smoke on the Water" krediteret for sin indsats i Kasinobranden i 1971, hvor han reddede nogle forskræmte teenagere ud af bygningen.

## Konkurrence vindere i 2011
2011 Parmigiani Montreux Jazz Piano Competition 2011 – Finalisterne:
- Førsteprisen: Piotr Orzechowski (Polen)
- Andenpræmien: Jeremy Siskind (USA)
- Tredje pris: Jerry Léonide (Republikken Mauritius)
- Audience Award: Emil Mammadov (Aserbajdsjan)

46°26′20″N 6°54′16″Ø / 46.438888888889°N 6.9044444444444°Ø